# Culicoides chagyabensis
Culicoides chagyabensis är en tvåvingeart som beskrevs av Lee 1982. Culicoides chagyabensis ingår i släktet Culicoides och familjen svidknott. Inga underarter finns listade i Catalogue of Life.